# Skeptoid
Skeptoid est, depuis 2006, un site internet et un podcast. Le podcast Skeptoid hebdomadaire reprend tous les mythes les plus populaires et révèle la vraie science, l'histoire vraie et les leçons véritables que nous pouvons apprendre de chacun. Le flux Internet compte 228 000 auditeurs hebdomadaires, et beaucoup plus sur la radio syndiquée.